# Papaverin
A papaverin (INN: papaverine) egy ópium alkaloid, melyet főként viscerális görcsök, érgörcsök (agyban, szívben) és néha erektilis diszfunkció kezelésére használnak. A kerti mák érett máktokja papaverint is tartalmaz, s ezen kívül még több mint 30 alkaloidot. Innen kapta a nevét: papaver latinul mák, mákfej.
Bár megtalálható az ópiumban, a papaverin szerkezetileg és hatásaiban is jelentősen eltér a többi ópiumalkaloidtól (ópiátok). A VIII. Magyar Gyógyszerkönyvben Papaverin-hidroklorid (Papaverini hydrochloridum)  néven hivatalos.  

## Hatása
Elsősorban görcsoldó hatású. A Ca2+-csatornák gátlásával közvetlenül a simaizomsejtekre hatva, reverzibilisen csökkenti az izomtónust, emellett foszfodiészteráz-gátló hatással is rendelkezik. Csökkenti az erek tónusát és a vérnyomást, fokozza az agyi- és a koszorúér-keringést. Tágítja az ereket, valamint gátolja az adrenalin érszűkítő hatását, közvetlenül a simaizmok tónusának csökkentésével. A tüdőartéria és a perifériás erek erős tágulása miatt embóliában is hasznos lehet. Erősen tágítja az agyi ereket, növeli az agyi keringést.
Oldja a gyomor-bél traktus görcseit, Pylorus spasmust és az epekőkólikát. Jól hat a vizeletelvezető rendszer görcsös állapotaira. Ernyeszti a hörgőket. A szívizom ingerlékenységét csökkenti, növeli a refrakter szakot, negatív kronotrop hatást fejt ki.
Jól szívódik fel az emésztőrendszerből, hatásának kezdete gyorsan alakul ki. 90%-a kötődik a plazmafehérjékhez. A májban gyorsan lebomlik, vizelettel ürül.

## Javallatok
- simaizomgörcs: gyomor-, bél-, epe-, vese-, uréter-, hörgő- és méhgörcs
- ischaemiás keringési zavar: agy, szív, mesenterialis ischaemia
- mikrosebészeti beavatkozás után közvetlenül az erekbe

## Ellenjavallatok
- allergia
- heveny szívinfarktus
- atrioventricularis block
- szívelégtelenség
- májelégtelenség
- veseelégtelenség

Relatív ellenjavallatok:
- zöldhályog (glaukóma)
- prosztatatúltengés
- gyomor-bélrendszeri szűkület

## Mellékhatások
- Idegrendszeri: aluszékonyság, szédülés, fejfájás, collapsus
- Kardiológiai: polimorf ventricularis tachycardia, vérnyomás csökkenés
- Gastrointestinalis: székrekedés
- Labor eltérések: megnövekedett transzamináz, alkalikus foszfatáz szint

## Adagolás
Szokásos napi adag: 2-3x1-3 tbl vagy amp

## Készítmények
- BILA-GIT
- Meristin tabletta
- Neo-bilagit filmtabletta
- PAPAVERIN HYDROCHLORICUM
- Papaverinum hydrochloricum injekció
- PILULA ANTISPASTICA P.P.FONOVI
- PILULA ATROPINI COMP. FONOVI
- PILULA NICOPHYLLINI FONOVI
- PULV ANTISPASMODOLOR FONOVII
- PULV ASTHMALYT.FORTIS IN TABL
- PULV ASTHMALYTICUS FONOVII
- PULV CHOLAGOGUS FONOVII
- PULV SPASMALGETICUS FONOVII
- SUPP ANTISPAST P.P KISZERELT
- SUPP SPASMOLYT FONOVII
- SUPP THEOPHYL COMP FONOVII
- SUPPOSITORIUM SPASMOLYTICUM FONO VII.NATURLAND 6X TK
- TROPARIN
- Troparinum combinatum tabletta

## Külső hivatkozások
- Pharmindex
- Gyógyszer kompendium